# Konserthusteatern
Konserthusteatern var en teater i Konserthuset vid Hötorget i Stockholm. 
1926-27 var Ernst Eklund dess ledare, den lades sedan ned. Den återupplivades dock och drevs 1928–1929 och 1934–1935 i Dramatens regi. 1931-1932 var Gösta Ekman d.ä. och Per Lindberg ledare för teatern, man använde då både stora och lilla scenen. Deras uppsättning av operetten Glada änkan med Gösta Ekman d.ä. och Zarah Leander i huvudrollerna blev mycket omtalad då den moderniserats för att bättre passa i tiden.

## Urval av pjäser som spelats
| År   | Produktion                                    | Upphovsmän                                                       | Regi                     | Noter |
| ---- | --------------------------------------------- | ---------------------------------------------------------------- | ------------------------ | --- |
| 1926 | Det hemliga giftermålet Il matrimonio segreto | Domenico Cimarosa och Giovanni Bertati Översättning Talis Qualis | Sven Lindström           | Premiär 23 september 1926 Rosa Carly-Haglund, Ellen Esséen-Lindström, Torborg Schröder, Gustaf Aronson, Erik Jansson, Anders Strandberg |
| 1926 | Alphyddan Le Chalet                           | Adolphe Adam, Eugène Scribe och Mélesville                       | Sven Lindström           | Premiär 13 oktober 1926 Rosa Carly-Haglund, Erik Jansson, Gunnar Schyller |
| 1926 | Ett litet huskors La serva padrona            | Giovanni Battista Pergolesi och Gennaro Antonio Federico         | Sven Lindström           | Premiär 25 november 1926 Rosa Carly-Haglund, Erik Jansson |
| 1928 | Kristina                                      | August Strindberg                                                | Rudolf Wendbladh         | Premiär 23 mars 1928 Harriet Bosse, Albert Ståhl, Knut Martin, Erik Rosén, Bengt Djurberg, Carl Larsson, Åke Ohberg, Sven Quick, Hjalmar Peters, Sigge Ljunggren, Torre Cederborg, Eddy Gumpert, Arvid Enström, Bror Hallberg, Eric Malmlöf Scenografi Manne Runsten |
| 1931 | Glada änkan                                   | Franz Lehár, Victor Léon och Leo Stein                           | Gösta Ekman Per Lindberg | |
| 1931 | Etienne                                       | Jacques Duval                                                    | Gösta Ekman              | |
| 1931 | En japansk tragedi                            | John Masefield                                                   | Per Lindberg             | |
| 1931 | En caprice                                    | Sil Vara                                                         | Gösta Ekman              | |
| 1932 | Min syster och jag                            | Ralph Benatzky och Robert Blum                                   |                          | |
| 1932 | Den förste Bernadotte                         | Herbert Grevenius                                                | Gösta Ekman              | |
| 1942 | Sagan                                         | Hjalmar Bergman                                                  | Per Lindberg             | Urpremiär 16 januari 1942 Tollie Zellman, Sally Palmblad, Barbro Kollberg, Ingrid Borthen, Sif Ruud, Erik Rosén, Björn Berglund, Gunnar Sjöberg, Börje Mellvig, Arthur Rolén                                                                                         |

### Fotnoter
1. ↑  Konserthusteatern i Svensk uppslagsbok
2. ↑  Bo Bergman (12 december 1931). ”Österländskt på Ekmans-teatern: 'En japansk tragedi' gjorde stor lycka”. Dagens Nyheter:  s. 1. http://arkivet.dn.se/arkivet/tidning/1931-12-12/338/1. Läst 3 januari 2016.
3. ↑  Bo Bergman (22 november 1931). ”Tre lördagspremiärer: 'Caprice' på Konserthusteatern”. Dagens Nyheter:  s. 4. http://arkivet.dn.se/arkivet/tidning/1931-11-22/318/4. Läst 27 augusti 2015.
4. ↑  Oscar Rydqvist (17 januari 1942). ”'Sagan' i Dramatikerstudion”. Dagens Nyheter:  s. 9. http://arkivet.dn.se/arkivet/tidning/1942-01-17/15/9. Läst 30 januari 2016.